# Floydada
Floydada – miasto w Stanach Zjednoczonych, w stanie Teksas, w hrabstwie Floyd. W 2000 roku liczyło 3 676 mieszkańców.